# Reportagem

A reportagem é um conteúdo jornalístico, escrito ou falado, baseado no testemunho direto dos fatos e situações explicadas em palavras e, numa perspectiva atual, em histórias vividas por pessoas, relacionadas ao seu contexto. A reportagem televisiva, testemunho de ações espontâneas, relata histórias em palavras, imagens e sons. 

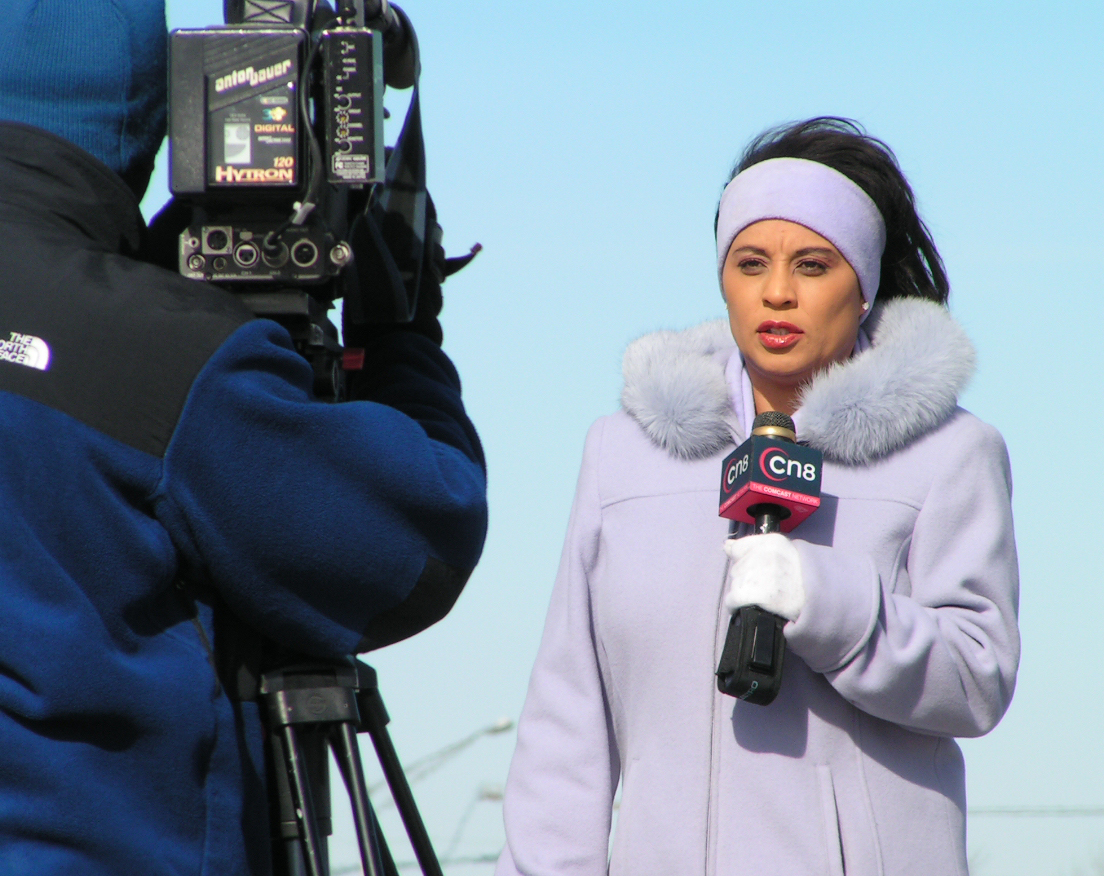
Repórter de TV grava reportagem

O repórter pode valer-se também de fontes secundárias (documentos, livros, almanaques, relatórios, recenseamentos, etc.) ou servir-se de material enviado por órgãos especializados em transformar fatos em notícias (como as agências de notícias e as assessorias de imprensa).
Em diversas editorias do jornalismo diário (assim como em rádio, TV e internet), é comum a figura do repórter setorista, ou seja, especializado em cobrir um determinado assunto ou instituição.
Na editoria de Geral, por exemplo, existem os setoristas de polícia, saúde, transportes, serviços públicos, do Instituto Médico Legal, etc. Em Política, há os setoristas do palácio do governo, do parlamento, de cada ministério ou secretaria, entre outros. Já na Economia, trabalham setoristas de mercado financeiro, do Banco Central, de petróleo, de construção civil, e similares.
Por classificação, a reportagem é do gênero informativo, e não pode conter a opinião do autor. Entretanto, muitas vezes é possível ver autores expressando suas opiniões em uma reportagem, principalmente no jornalismo literário.
A reportagem, tal como a notícia, tem uma estrutura.
Essa estrutura é: manchete, título auxiliar, lead e corpo da reportagem.

## Exatidão na reportagem
Para que o repórter possa obter êxitos na sua vida profissional será necessário tomar alguns cuidados, como a adoção de processos de apuração e checagem rigorosos, evitando, assim, determinados vícios. Com isso, espera-se que o profissional chegue o mais próximo possível da exatidão em seu trabalho.
Os jornalistas, mesmo em pleno século XXI, ainda têm dificuldades de criar procedimentos que minimizem os erros na exatidão da reportagem. Isso teria efeitos diretos na credibilidade do jornalismo. Sejam erros por má fé ou por descuido, ambos afetariam a visão da sociedade em relação à ética do profissional. Além do exemplo do Jornalista Jayson Blair, do The New York Times (que escrevia matérias importantes para o jornal), trechos de diversos códigos de ética jornalística ilustram aspectos normativos da prática jornalística relativos à exatidão na reportagem, a exemplo de recomendações como: "procure a verdade e a publique", "confirme a exatidão da informação de todas as fontes e exercite o cuidado de evitar erros inadvertidos".
Outro fator que interfere (positivamente ou negativamente) na exatidão da reportagem são os avanços tecnológicos. Com a facilidade de acesso à internet, várias plataformas surgiram, multiplicando assim as fontes de informação. Entretanto, essas facilidades podem colocar em xeque o papel social do repórter e dos jornalistas como um todo. Isso porque, funções que antes eram confiadas apenas a jornalistas, hoje podem ser desempenhadas por usuários comuns da internet. Por outro lado, haveria aspectos positivos nos avanços dessas plataformas. Isso porque jornalistas podem ser donos de seus próprios blogs, web rádios, canais no YouTube e, assim, terem um pouco mais de autonomia e liberdade para divulgarem os seus conteúdos, mas sempre sob o dever de manter a ética profissional e o compromisso com a sociedade.